# Pierre de la Folie
La Pierre de la Folie, appelé aussi menhir de la Ville-l'Évêque, est un menhir situé sur la commune de Berchères-sur-Vesgre dans le département français d'Eure-et-Loir.

## Protection
Le monument fait l’objet d’un classement au titre des monuments historiques en 1887.

## Description
Le monolithe mesure 4,30 m de hauteur pour 3,10 m de largeur et 1 m maximum d'épaisseur.